# Asura triangularis
Asura triangularis là một loài bướm đêm thuộc phân họ Arctiinae, họ Erebidae.